# 자주종덩굴
자주종덩굴(Clematis alpina)은 미나리아재비과의 낙엽 덩굴식물로 유독성이다. 심산여위, 자지종덩굴이라고도 부른다. 꽃말은 '딸과 사위를 위하여'이다.

## 분포
한국 북부의 평안북도, 함경남북도, 일본, 중국, 만주, 시베리아, 연해주에 분포한다고 전해져 왔다. 강원 북부 지역의 높은 지대와 깊은 산지에서 분포하고 있는 것이 발견되었다.

## 생태
덩굴로 된 줄기 나무인 자주종덩굴은 길이 3m 정도 뻗는다. 1년 된 가지는 털이 없고 붉은 빛을 돌지만 2년 된 가지는 갈색을 띤다. 잎은 마주나고 세 개씩 두 번 갈라지며 잔잎은 날카라운 바늘모양이고 밑이 끊어진 듯이 날카롭다. 가장자리에는 예리한 톱니가 있으며 잎자루는 길고 실 같은 털이 약간 있다. 6-7월에 꽃이 피는데 꽃은 자주색으로 줄기가 잎자루의 겨드랑이에서 긴 꽃자루가 나와서 그 끝에 한송이가 달린다. 꽃받침잎은 긴 계란형이며 겉에 짧고 희털이 있다. 꽃밥이 없는 수술은 주걱 모양의 꽃잎처럼 보이고 밑을 향한다. 10월에 수과가 여무는데 수과의 털은 황갈색이다.

## 용도
관상용, 약용으로 쓰여 정원에 관상수로 심으며 한방, 민간에서는 뿌리를 천식, 풍질, 절상, 파상풍, 약종, 발한 등에 다른 약재와 같이 처방하여 쓴다. 그러나 뿌리를 비롯한 풀 전체가 맹독성이어서 함부로 먹거나 사용해서는 안 된다.